# Alexandr Novák
Alexandr Novák (* 11. února 1956 Louny) je český podnikatel a politik odsouzený pro korupci. Dne 2. dubna 2013 byl eskortován do vězení, kde si odpykával čtyřletý trest odnětí svobody. V květnu 2015 byl propuštěn na svobodu. V roce 2016 byl obviněn z manipulací v rámci Regionálního operačního programu Severozápad v Ústeckém a Karlovarském kraji a po vydání z Německa je od října 2017 stíhán na svobodě.

## Vzdělání a zaměstnání
Vyučil se provozním zámečníkem a nastoupil do elektrárny Komořany. V srpnu 1981 emigroval z Československa do tehdejší SRN. V roce 1990 se vrátil na sever Čech a podnikal ve stavebnictví.

## Politická kariéra
V roce 1998 se za ODS stal zastupitelem a starostou města Chomutova. Ve volbách v roce 2002 post zastupitele města obhájil a dále působil jako radní města.
V letech 2000 až 2006 byl za ODS senátorem za obvod č. 5 – Chomutov. Vzhledem k trestnímu stíhání svůj post neobhajoval. Zůstal však členem Výkonné rady ODS až do listopadu 2009, kdy na 20. kongresu ODS získal minimální podporu a nebyl zvolen. Krátce před 20. kongresem ODS konaným 21. – 22. listopadu 2009 se jeho jméno objevilo na novináři sestaveném seznamu „krajských kmotrů“ – mocných zákulisních hráčů, s nimiž se rozhodl bojovat tehdejší stranický předseda Mirek Topolánek. V lednu 2010 nebyl zvolen ani do vedení ODS v Ústeckém kraji a od té doby ve straně nezastával žádnou funkci. Nadále však určitým vlivem stále disponoval.
Po odsouzení za přijetí úplatku ukončil v červenci 2012 své členství v ODS.

## Úplatkářská aféra
Byl obviněn, že vzal úplatek ve výši přes čtyřicet milionů korun v souvislosti s prodejem městských akcií rozvodných společností v době, kdy byl starostou Chomutova. Podle policie si dal Novák v roce 1999 poslat na svůj zahraniční účet úplatek za to, že jako starosta ovlivnil prodej akcií.
14. prosince 2010 Alexandru Novákovi uložil chomutovský soud podmínku dva roky a pokutu pět miliónů korun. Novák byl uznán vinným za přijetí cca 40milionového úplatku (2,27 miliónu marek) za prodej plynárenských a energetických akcií společnosti Severočeská plynárenská a Severočeská energetika Děčín německé společností VNG-Verbundnetz Gas. Úplatek nakonec přes kyperskou společnost Intercontractor skončil na rakouském soukromém účtu Alexandra Nováka a jeho manželky Evy. V listopadu 2003 zbavil Senát PČR Nováka imunity. Okresní soud v Chomutově pak v prosinci 2010 Nováka uznal vinným z přijetí úplatku ve výši 43 milionů a uložil mu podmíněný trest na dva roky a pokutu 5 milionů Kč. Po odvolání Nováka i státního zástupce vynesl odvolací Krajský soud v Ústí nad Labem přísnější trest, když poslal Nováka na čtyři roky do vězení, výši pokuty ponechal ve stejné výši.
Novák však od té doby neustále odmítal nastoupit do vězení s tím, že to neumožňuje jeho zdravotní stav. Také využíval různých právních kliček a tvrdil, že se mu nedostalo spravedlivého procesu. Koncem března 2013 chomutovský soud rozhodl, že Novákovi zdravotní stav nebrání v nástupu do vězení. Dne 2. dubna 2013 jej policie zadržela z obavy, že by se mohl snažit před trestem uprchnout do USA, a převezla jej do věznice na Pankráci.

## Propuštění na svobodu
Novák podával žádosti o předčasné propuštění z výkonu trestu. Jednu žádost o propuštění schválil litoměřický soud pod podmínkou, že Novák vydá úplatek ve výši cca 42 milionů korun, za jehož přijetí byl odsouzen, ale ústecký krajský soud usnesení zrušil na podnět litoměřického státního zástupce, který podal proti jeho propuštění stížnost a Novák tak zůstal ve vězení. Novák se poté přesunul do věznice do Všehrd spadající pod chomutovský soud a státního zástupce Ladislava Kosána. V Chomutově byla žádost o propuštění zamítnuta soudkyní Lenkou Chalupovou, ale další žádost, o níž rozhodoval soudce Ivan Novák (jmenovec), byla úspěšná.
Dne 7. května 2015 byl propuštěn na svobodu, zaručil se za něj motorkářský klub Gryphons. Senát chomutovského okresního soudu mu uložil zkušební dobu čtyři roky. Podle státního zástupce Jana Jakovce bylo propuštění protizákonné, podal proto podnět ministru spravedlnosti k podání stížnosti pro porušení zákona. Propuštění prověřuje i Krajský soud v Ústí nad Labem. Samotné propuštění Nováka tím však už nemůže být dotčeno. Jednou z nutných podmínek, za nichž se mohl motorkářský klub za Nováka zaručit, bylo doložení činnosti sdružení. Ta byla doložena činností v obci Želenice: zapůjčení pípy na pálení čarodějnic, zapůjčení čtyřkolky a pomoc při organizaci neckyády. Předsedou sdružení Gryphons je Jan Zálešák, starosta obce Želenice.
V září 2015 navrhla pražská vrchní žalobkyně Lenka Bradáčová Nejvyššímu správnímu soudu, aby zahájil kárné řízení se státním zástupcem Ladislavem Kosánem, který pomohl Novákovi na svobodu, neboť podle ní nereagoval na nezákonné rozhodnutí soudu, vzdal se podání stížnosti, nenavrhl provedení dalších důkazů. Kárný senát Nejvyššího správního soudu rozhodl, že Kosán zaviněně porušil povinnosti státního zástupce, byť ne ve všech bodech uvedených Bradáčovou – Kosán se např. „právně nevypořádal s důvody, proč nebylo vyhověno předchozím žádostem Nováka o podmínečné propuštění“. Proto mu na 9 měsíců snížil plat o 10 %. Kosán byl už dříve obžalován z korupce, byl ale obžaloby zproštěn a pokračoval v práci státního zástupce. Kárný senát také uvedl, že pochybil i chomutovský soud. Na jaře roku 2016 byl soudce Ivan Novák obviněn a dočasně zproštěn výkonu funkce za údajné přijetí úplatku v jiné kauze, kdy měl za peníze předčasně propustit jiného vězně. Krajský státní zástupce, Kosánův nadřízený, ho vyzval k rezignaci. Kosán chce skončit ke konci roku 2016.

## Podezřelé nákupy nemovitostí
V červnu 2011 byla zveřejněna informace, že Nováka prověřuje policie a ministerstvo financí s ohledem na jeho obchody a pozemky na severu Čech. Měl nakoupit nemovitosti v hodnotě 28 milionů korun, ale tato suma neodpovídá údajům v jeho daňových přiznáních. Od roku 2008 nakoupil Novák přes dva miliony metrů čtverečních pozemků na Chomutovsku, Mostecku a Teplicku a také několik domů. Po svém propuštění Novák koupil dva hotely v Chomutově a další nemovitosti koupila jeho manželka.

## Obvinění v kauze ROP Severozápad
V prosinci 2016 policie Nováka a dalších 23 lidí (včetně Novákovy pravé ruky, ex-ODS Daniela Ježka) obvinila z poškozování finančních zájmů Evropské unie v souvislosti s evropskými dotacemi z Regionálního operačního programu Severozápad. Na Štědrý den 2016 byl zadržen na letišti v hesenském Frankfurtu na základě eurozatykače. Od 3. ledna 2017 byl v německé vydávací vazbě, kde čekal na vydání k trestnímu stíhání do ČR, ke kterému došlo 25. října. Z eurozatykače vyplývá, že Novákovi hrozí více než třináct let za mřížemi. Policie ho chce stíhat kvůli šesti trestným činům, přičemž nejzávažnější z nich jsou – krom poškození finančních zájmů EU – účast na organizované zločinecké skupině a organizování podplacení. Výše eurodotací, které měla obviněná skupina pod Novákovým a Ježkovým velením v letech 2008–2011 rozdělit mezi spřátelené politické, podnikatelské a manažerské kruhy, šla do miliard. Jelikož zaplatil kauci, je od října 2017 stíhán na svobodě.

### Spojení s dalšími vyšetřovanými dotačními podvody
Policie začala v květnu 2019 stíhat Ahmada Raada (ODS) v souvislosti s dotačním podvodem ve výši 111 milionů korun na stavbu hotelů. Novák poskytl Raadovi půjčku ve výši desítek milionů korun a navíc se Novákova firma podílela na stavbě.